# Širokotrupni zrakoplov
Širokotrupni zrakoplov je veliki linijski putnički avion s dva putnička prolaza između sjedala putničke kabine.  Tipičan promjer trupa takvog aviona je od 5 do preko 6 metara. U tipičnom rasporedu ekonomske klase nalaze se od 7 do 10 sjedala u jednom redu, dopuštajući ukupni kapacitet od 200 do 600 putnika. U najveće širokotrupne zrakoplove čiji promjer trupa prelazi 6 m u jednom se redu mogu ugraditi do 11 sjedala u konfiguraciji visoke gustoće. Ovi zrakoplovi se također koriste i za prijevoz komercijalnog tereta.
Za usporedbu, uskotrupni linijski putnički avioni imaju promjer trupa od 3 do 4 metra, s jednom prolazom između dva do 6 sjedala u jednom redu.
Širokotrupni avioni su izvorno dizajnirani za kombinaciju učinkovitosti i udobnosti putnika, međutim ubrzo je kod aviotvrtki prevladao ekonomski faktor, te je radi povećanja prihoda smanjen dodatni putnički prostor. Ovisno o konfiguraciji zrakoplova, veličina i razmak između sjedala varira. Na primjer, zrakoplovi predviđeni za kraće letove imaju često gusti raspored sjedala nego dugolinijski zrakoplovi. 

## Povijesni razvoj
Uskotrupni zrakoplovi kao što su Boeing 707 i Douglas DC-8 u kasnim 1950.-im su prijevozom putnika postigli veliki uspjeh te su aviotvrtke imale potrebu za još većim zrakoplovima s još više putničkih sjedala, većim doletom i nižim troškovima održavanja. 
Daljnjim produživanjem trupa zrakoplovi bi postali predugački za opsluživanje na većini tadašnjih zračnih luka te je ostala jedino mogućnost povećanja širine trupa kako bi se u jednom redu moglo ugraditi i do 10 sjedala.
Era širokotrupnih zrakoplova počela je 1970. kada je u redovni servis ušao četveromotorni linijski putnički zrakoplov Boeing 747. Na glavnoj palubi 747 smješteno je deset sjedala u jednom redu između kojih su se protezala dva prolaza a na gornjoj palubi u jednom su redu šest sjedala s jednim prolazom u sredini.   Slijedili su novi tromotorni širokotrupni zrakoplovi kao što McDonnell Douglas DC-10 i Lockheed L-1011 Tristar. 1974. godine predstavljen je i prvi Airbus A300, širokotrupni zrakoplov s dva motora.
Uspjeh ranih širokotrupnih zrakoplova u iduća dva desetljeća slijedili su Airbus A330-A340 serija i Boeing 767-777. "Jumbo" kategorija, kapaciteta Boeinga 747 dostignuta je tek 2007. godine kad je svoj komercijalni let imao Airbus A380.

## Dizajn
Širokotrupni zrakoplovi donijeli su nekoliko prednosti u odnosu na uskotrupne avione:
- Veći volumen prostora za putnike, dajući veći osjećaj za otvoreni prostor,
- niži omjer vanjske površine prema volumenu,
- dva prolaza u putničkoj kabini što ubrzava ulazak, izlazak i evakuaciju u odnosu na jedan prolaz,[8]
- širi trup aviona koji smanjuje ukupnu dužinu zrakoplova, poboljšavajući upravljivost na tlu i smanjuje rizik udara repnih površina u pistu prilikom slijetanja,
- puno veći prostor donjeg teretnog odjeljka i
- bolja strukturna efikasnost za veće zrakoplove nego što bi bilo moguće kod uskotrupnog dizajna.

Britanski i ruski dizajneri su predlagali širokotrupni zrakoplov slične konfiguracije kao što ima Vickers VC-10 i Douglas DC-9 ali s proširenim trupom. Britanski Three-Eleven ostao je samo na projektu, dok je ruski IL-86 ostao pri konvencionalnom smještaju motora ispod krila, najvjerojatnije zbog neučinkovitosti smještaja tako velikih motora na zadnji dio trupa.

## Motori
Kako su mlazni motori sve više povećavali snagu i postajali sve pouzdaniji, većina širokotrupnih aviona danas ima samo dva motora što im je povećalo efikasnost i smanjilo troškove održavanja u usporedbi s tromotornim i četveromotornim avionima. Povećana pouzdanost modernih motora omogućava ispunjenje ICAO pravila za dobivanje ETOPS certifikata prena kojima se dvomotornim avionima dozvoljavaju dugolinijski letovi bez zaustavljanja. Tromotorni dizajn izašao je iz uporabe zbog viših troškova goriva i održavanja, a samo najveći širokotrupni avioni danas imaju četiri motora (Airbus A340-600, Airbus A380 i Boeing 747-8).
Dvomotorni Boeing 777 trenutno je najveći idvomotorni širokotrupni avion s najvećim i najsnažnijim General Electric GE90 mlaznim motorima, koji u promjeru imaju 3,25 m (što je skoro široko kao trup Boeinga 737 koji za usporedbu ima 3,76 m).

## Specijalne namjene
Širokotrupni avioni se upotrebljavaju u području znanosti, istraživanjima i vojsci. Dva specijalno modificirana Boeing 747 bila su namijenjena za prijevoz Space Shuttlea. Neki služe kao leteća zapovjedništva vojnih postrojbi (Boeing-E4), dok se Boeing E-767 koristi za rano upozoravanje i kontrolu zračnog prostora. Na širokotrupnim avionima testirana su i nova vojna oružja kao što je lasersko oružje testirano na Boeingu YAL-1. Ostali zrakoplovi služe kao leteće stanice za istraživanja, kao što je zajednička njemačko-američka Stratosferska zvjezdarnica za Infracrvenu Astronomiju (SOFIA). I četveromotorni Airbus i Boeing se koriste za testiranje novih generacija zrakoplovnih motora tijekom leta. Nekoliko širokotrupnih zrakoplova je preinačeno u protupožarne, kao što je Tanker-900 baziran na DC-10 i Evergreen Supertanker baziran na 747.
Za VIP prijevoz Nijemci koriste Airbus A310, dok Rusija za prijevoz najviših dužnosnika koristi Iljušin Il-96. Specijalno modificirani Boeing 747-200 (Boeing VC-25), kada s njim leti američki predsjednik dobiva oznaku Air Force One.

## Planirani razvoj
Airbus i Boeing natječu se na tržištu s dva nova projekta koja su trenutno u razvoju. Oba proizvođača su pod značajnim pritiskom u privlačenju što više narudžbi za svoje avione.
Trenutno, Boeing 787 je prvi veliki komercijalni zrakoplov koji koristi monolitni trup izrađen od kompozitnih materijala.
Airbus A350 izvorno je zamišljen je kao manja nadogradnja A330/A340 serije, ali je Airbus ipak bio prisiljen učiniti značajne promjene u dizajnu radi zahtjeva naručitelja. Avion ima nešto širi trup od B-787, a u Airbusu tvrde da će imati i bolje konačne specifikacije od svog konkurenta.